# Nikołaj Pachomow
Nikołaj Iwanowicz Pachomow (ros. Никола́й Ива́нович Пахо́мов, ur. w grudniu 1890 w Taganrogu, zm. 19 sierpnia 1938) – ludowy komisarz transportu wodnego ZSRR (1934-1938).
Od 1909 pracownik zakładu metalurgicznego w Taganrogu, a 1913-1915 zakładu inżynieryjnego w Mariupolu, od czerwca 1917 członek SDPRR(b) i przewodniczący komitetu rewolucyjnego w Melitopolu, 1917-1918 przewodniczący Melitopolskiego Komitetu Powiatowego SDPRR(b). Od 20 grudnia 1917 do stycznia 1918 przewodniczący Rady Melitopolskiej, od 24 stycznia 1918 przewodniczący Komitetu Wykonawczego Rady Powiatowej w Melitopolu, 1918-1919 przewodniczący Komitetu Wykonawczego Rady Miejskiej Kurska, 1919-1920 szef Wydziału Politycznego 58 Dywizji Piechoty 12 Armii. W 1920 przewodniczący aleksandrowskiego gubernialnego komitetu rewolucyjnego, 1920-1921 przewodniczący komitetu wykonawczego aleksandrowskiej rady gubernialnej, 1921-1922 przewodniczący komitetu wykonawczego czernihowskiej rady gubernialnej, od 14 grudnia 1921 do 4 kwietnia 1923 zastępca członka KC KP(b)U, 1923 słuchacz kursów przy KC KP(b)U. Od lipca 1923 do lipca 1926 przewodniczący komitetu wykonawczego briańskiej rady gubernialnej, od 1926 do marca 1928 zastępca sekretarza Centralnego Komitetu Wykonawczego (CIK) ZSRR, od marca 1928 do sierpnia 1929 przewodniczący komitetu wykonawczego niżnonowogrodzkiej rady gubernialnej, 1929 przewodniczący Komitetu Organizacyjnego Prezydium WCIK na obwód/kraj niżnonowogrodzki. Od sierpnia 1929 do 14 marca 1934 przewodniczący komitetu wykonawczego niżnonowogrodzkiej/gorkowskiej rady krajowej, od 13 lipca 1930 do 12 października 1937 zastępca członka KC WKP(b), od 13 marca 1934 do 8 kwietnia 1938 ludowy komisarz transportu wodnego ZSRR, od 12 października 1937 do 9 kwietnia 1938 członek KC WKP(b). Deputowany do Rady Najwyższej ZSRR 1 kadencji. Odznaczony Orderem Lenina (15 marca 1935) i Orderem Czerwonego Sztandaru Pracy (17 stycznia 1936).
9 kwietnia 1938 aresztowany, 19 sierpnia 1938 skazany na śmierć przez Wojskowe Kolegium Sądu Najwyższego ZSRR i rozstrzelany. 10 sierpnia 1955 pośmiertnie zrehabilitowany.